# Aérodrome de Bakki
Pour les articles homonymes, voir Biba.
L'aérodrome de Bakki (code OACI : BIBA) est un aérodrome islandais desservant Bakki. 

## Situation
| \| 40 km1:1 908 000 \| Akureyri Bakki Blönduós Breiðdalsvík Bíldudalur Djúpivogur Egilsstaðir Fagurhólsmýri Fáskrúðsfjörður Gjögur Grundarfjörður Grímsey Hornafjörður Hólmavík Húsavík Keflavík Kópasker Mývatn Norðfjörður Ólafsfjörður Patreksfjörður Raufarhöfn Reykjavík Rif Sauðárkrókur Selfoss Siglufjörður Stykkishólmur Vestmannaeyjar Vopnafjörður Ísafjörður Þingeyri Þórshöfn |
| 40 km1:1 908 000 |